# 피코성
피코성(이탈리아어: Castello dei Pico)은 이탈리아 모데나 지방의 역사적인 중심지인 미란돌라에 위치한 성이다.
난공불락의 요새로 유럽 전역에서 유명했던 이 요새는 4세기(1311-1711) 동안 미란돌라를 통치한 피코 가문의 소유였으며 르네상스 시대의 중요한 예술 작품들이 소장되어 있다.
긴 코스티투엔테 광장과 시르콘발라치오네 가로수길을 내려다보는 이 성은 미란돌라의 고대 성벽을 대신하여 지어졌다가 19세기에 철거되었으며, 이후 수년간의 방치 끝에 2006년에 복원되었지만 2012년 이탈리아 북부 지진으로 인해 심각한 손상을 입어 다시 사용할 수 없게 되었다.
피코성은 시청과 함께 미란돌라 시의 아이콘이자 상징이다.

## 같이 보기
- 미란돌라 공국
- 조반니 피코 델라 미란돌라